# Mike Budenholzer
Michael Vincent "Mike" Budenholzer (Holbrook, Arizona; 6 de agosto de 1969) es un exjugador y entrenador de baloncesto estadounidense.

## Trayectoria deportiva

### Universidad
Jugó durante cuatro años en los Sagehens del Pomona College, donde practicó además el golf, graduándose en ciencias políticas, filosofía y económicas.

### Jugador
Tras acabar la universidad, fichó por el Vejle Basketball Klub de Dinamarca, donde promedió 27,5 puntos por partido en su única temporada, ejerciendo además como entrenador de categorías inferiores del club.

### Entrenador

#### San Antonio Spurs (1996-2013) (Asist.)

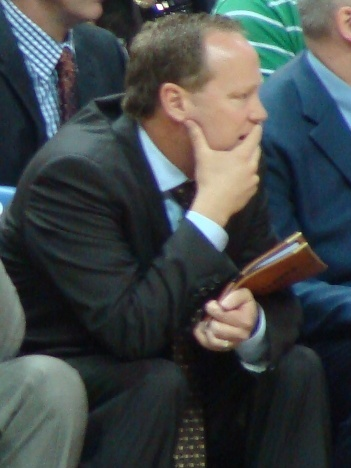
Budenholzer como asistente de los Spurs en 2011.

En 1994 firmó con los San Antonio Spurs como coordinador de vídeo, y dos años después pasó a ser entrenador asistente a las órdenes de Gregg Popovich, el entrenador con la mayor trayectoria en todos los deportes profesionales estadounidenses en un único equipo, y el tercero con mejor porcentaje de victorias de la historia de la NBA, un 68,1%, solo superado por Phil Jackson y Billy Cunningham. En 17 temporadas en el puesto logró ganar cuatro campeonatos de la NBA, en 1999, 2003, 2005 y 2007.

#### Atlanta Hawks (2013-2018)
En mayo de 2013 fichó como entrenador principal por los Atlanta Hawks.
En abril de 2015 fue elegido Entrenador del Año de la NBA.

#### Milwaukee Bucks (2018-2023)
En mayo de 2018 firmó como entrenador principal por los Milwaukee Bucks. En abril de 2019 fue elegido Entrenador del Año de la NBA.
El 20 de julio de 2021 consiguió su primer anillo de campeón como entrenador tras vencer a los Phoenix Suns en las Finales de la NBA. El 24 de agosto, acuerda una extensión de contrato con los Bucks por 3 años (hasta la 2024-25).
Durante la temporada 2022-23, fue nombrado entrenador del mes de febrero de la conferencia Oeste. Además finalizó con el mejor registro de la liga, pero tras quedar eliminado en primera ronda de los playoffs ante Miami Heat por 4-1, es despedido el 4 de mayo de 2023.

#### Phoenix Suns (2024-2025)
Tras una temporada sin equipo, en mayo de 2024 firma por cinco temporadas y $50 millones con Phoenix Suns. Pero tras una temporada con un récord de 36-46 y fuera de playoffs, es destituido.

## Estadísticas como entrenador
| Equipo    | Temp.   | P   | V   | D   | %V-D | Finalizó         | PP  | VP | DP | %V-DP | Resultado                         |
| --------- | ------- | --- | --- | --- | ---- | ---------------- | --- | -- | -- | ----- | --------------------------------- |
| Atlanta   | 2013-14 | 82  | 38  | 44  | .463 | 4.º en Southeast | 7   | 3  | 4  | .429  | Pierde en 1ª ronda                |
| Atlanta   | 2014-15 | 82  | 60  | 22  | .732 | 1.º en Southeast | 16  | 8  | 8  | .500  | Pierde en Finales Conferencia     |
| Atlanta   | 2015-16 | 82  | 48  | 34  | .585 | 2.º en Southeast | 10  | 4  | 6  | .400  | Pierde en Semifinales Conferencia |
| Atlanta   | 2016-17 | 82  | 43  | 39  | .524 | 2.º en Southeast | 6   | 2  | 4  | .333  | Pierde en 1ª ronda                |
| Atlanta   | 2017-18 | 82  | 24  | 58  | .293 | 5.º en Southeast | —   | —  | —  | —     | No playoffs                       |
| Milwaukee | 2018-19 | 82  | 60  | 22  | .732 | 1.º en Central   | 15  | 10 | 5  | .667  | Pierde en Finales de Conferencia  |
| Milwaukee | 2019-20 | 73  | 56  | 17  | .767 | 1.º en Central   | 10  | 5  | 5  | .500  | Pierde en Semifinales Conferencia |
| Milwaukee | 2020-21 | 72  | 46  | 26  | .639 | 1.º en Central   | 23  | 16 | 7  | .696  | Gana Campeonato NBA               |
| Milwaukee | 2021-22 | 82  | 51  | 31  | .622 | 1.º en Central   | 12  | 7  | 5  | .583  | Pierde en Semifinales Conferencia |
| Milwaukee | 2022-23 | 82  | 58  | 24  | .707 | 1.º en Central   | 5   | 1  | 4  | .200  | Pierde en Primera ronda           |
| Phoenix   | 2024-25 | 82  | 36  | 46  | .439 | 5.º en Pacific   | —   | —  | —  | —     | No playoffs                       |
| Total     | Total   | 883 | 520 | 363 | .589 |                  | 104 | 56 | 48 | .538  |                                   |